# Пачкенар
Пачкенар (перс. پاچكنار) — село в Ірані, у дегестані Ховме, у Центральному бахші, шагрестані Решт остану Ґілян. За даними перепису 2006 року, його населення становило 1638 осіб, що проживали у складі 456 сімей.

## Клімат
Середня річна температура становить 14,75°C, середня максимальна – 28,53°C, а середня мінімальна – -0,74°C. Середня річна кількість опадів – 1202 мм.
| Клімат поселення                              | Клімат поселення | Клімат поселення | Клімат поселення | Клімат поселення | Клімат поселення | Клімат поселення | Клімат поселення | Клімат поселення | Клімат поселення | Клімат поселення | Клімат поселення | Клімат поселення | Клімат поселення |
| Показник                                      | Січ.             | Лют.             | Бер.             | Квіт.            | Трав.            | Черв.            | Лип.             | Серп.            | Вер.             | Жовт.            | Лист.            | Груд.            |                  |
| Середній максимум, °C                         | 8,66             | 9,77             | 12,81            | 19,03            | 23,22            | 26,77            | 28,41            | 28,53            | 25,51            | 20,97            | 16,10            | 11,68            |                  |
| Середня температура, °C                       | 3,96             | 5,06             | 8,11             | 14,33            | 18,52            | 22,07            | 24,01            | 24,16            | 21,14            | 16,60            | 11,73            | 7,29             |                  |
| Середній мінімум, °C                          | −0,74            | 0,38             | 3,42             | 9,64             | 13,82            | 17,38            | 19,63            | 19,77            | 16,75            | 12,21            | 7,34             | 2,91             |                  |
| Норма опадів, мм                              | 125              | 100              | 89               | 51               | 47               | 31               | 31               | 62               | 131              | 201              | 180              | 154              |                  |
| Середньомісячна швидкість вітру, м/с          | 2.24             | 2.40             | 2.40             | 2.30             | 2.30             | 2.48             | 2.58             | 2.28             | 2.07             | 2.08             | 2.01             | 2.01             |                  |
| Середньомісячна сонячна радіація, кДж/м²·день | 6767             | 8900             | 10918            | 15561            | 19812            | 21845            | 22425            | 19008            | 15624            | 10729            | 8502             | 6560             |                  |
| --------------------------------------------- | ---------------- | ---------------- | ---------------- | ---------------- | ---------------- | ---------------- | ---------------- | ---------------- | ---------------- | ---------------- | ---------------- | ---------------- | ---------------- |
| Джерело:                                      |                  |                  |                  |                  |                  |                  |                  |                  |                  |                  |                  |                  |                  |